# Фипс, Спенсер
Спенсер Фипс (англ. Spencer Phips; 6 июня 1685 — 4 апреля 1757) — английский колониальный политик, заместитель губернатора и дважды исполняющий обязанности губернатора провинции Массачусетс-Бэй. Урождённый Спенсер Беннетт, был усыновлен губернатором Массачусетса сэром Уильямом Фипсом, своим дядей, чью фамилию юридически принял. Служил в течение многих лет в провинциальном собрании и в губернаторском совете, стал заместителем губернатора в 1732 году и занимал эту должность до своей смерти.

## Ранние годы
Спенсер Беннетт родился 6 июня 1685 года в Роули, Массачусетс. Его отец, Дэвид Беннет, был местным врачом, а сестра его матери Ребекки Мэри была замужем за сэром Уильямом Фипсом, который губернатором провинции Массачусетс-Бей в 1692 году. Беннетт был усыновлен бездетным Фипсом и официально получил его фамилию в 1716 году. Он окончил Гарвард-колледж в 1703 году. В 1706 году он купил большой участок земли, охватывающий большую часть восточного Кембриджа, где и поселился. Фипс женился на Элизабет Хатчинсон в 1707 году, с которой у него было одиннадцать детей, пять из них, один сын и четыре дочери, пережили его.

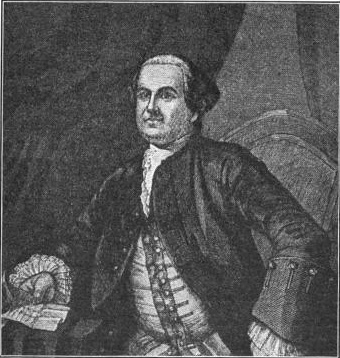
Сэр Уильям Фипс умер в 1694 году, оставив усыновленному сыну небольшое состояние

В 1713 году Фипс был назначен судьей округа Миддлсекс, а также стал полковником кавалерийского полка колониальной милиции. Он занялся политикой в 1721 году, выиграв выборы в провинциальное собрание. Однако он был назначен в губернаторский совет в том же году и, таким образом, отказался от места в собрании. Он служил в совете до 1724 года.

## Лейтенант-губернатор Массачусетса
После смерти лейтенант-губернатора Уильяма Тейлера в марте 1731/2 года Фипс был назначен на его место и занимал его при губернаторах Джонатане Белчере и Уильяме Ширли. Причины его назначения неизвестны: у него вроде как не было поддержки губернатора Белчера, который имел других кандидатов на эту должность.
Дважды во время своего пребывания в должности он исполнял обязанности губернатора, пока губернатор Ширли отсутствовал. Первый раз это было в 1749 году, когда Ширли уехал на несколько лет, чтобы принять участие в пограничных переговорах с Францией, вернувшись в 1753 году. Позже, в 1756 году, он снова стал исполнять обязанности губернатора, когда Ширли вернулся в Англию, чтобы защититься от обвинений в измене и некомпетентности.
Во время длительного отсутствия Ширли, начавшегося в 1749 году, Фипс был отмечен как довольно слабый администратор. Ширли, не ожидая, что его отсутствие будет столь долгим, поручил Фипсу не делать новых назначений, а любые назначения, которые он сделал бы, должны были быть отменены по возвращении Ширли. Провинциальное собрание, как правило, доминировало в финансовых делах провинции, направляемых спикером Томасом Хатчинсоном. Фипс реализовал валютные реформы, рекомендованные Хатчинсоном, чтобы окончательно урегулировать давние проблемы провинции с инфляцией. В 1751 году он подписал закон, разрешавший обмен бумажной валюты провинции на серебро.

## =Акадианские беженцы
Главной проблемой в 1754-1756 годах стало прибытие в ноябре 1755 года нескольких кораблей акадианцев, которых британская армия депортировала из Новой Шотландии после битвы за Форт-Босежур. Расходы, связанные с размещением и заботой о 1000 беженцах, обременяли провинциальную казну. Это побудило Фипса писать губернатору Новой Шотландии Чарльзу Лоуренсу, требуя компенсации за уход за беженцами. В 1756 году, когда акадианцы, переселенные в Джорджию, были обнаружены на севере, стремясь вернуться в Новую Шотландию, он снова пожаловался Лоуренсу, что Массачусетс больше не может принимать беженцев.

### Индейская политика
Фипс был членом группы землевладельцев центрального побережья современного штата Мэн. В 1719 году землевладельцы начали развивать этот район, создав общины Томастон и Уоррен. Местные жители индейцы-абенаки возражали против этих поселений. Этот спор в конечном итоге перерос в то, что стало известно как Война Даммера (1723-1727).
В ноябре 1749 года Фипс провозгласил прекращение военных действий между Массачусетсом и абенаками, которые присоединились к Новой Франции во время недавно завершившейся войны короля Георга (1744-1748), но не подписали мирный договор. В следующем месяце один индеец был убит и двое ранены поселенцами в Виссассете, Мэн. Инцидент разделил руководство колонии и провинциальное общество; Фипс стремился поддерживать мир с абенаками, в то время как местные жители полагали, что убийцы не заслуживают наказания. В итоге лишь один из убийц был привлечен к суду, но был оправдан. Этот инцидент усилил напряженность с абенаками, некоторые из которых приступили к серии рейдов против приграничных общин. Власти Массачусетса смогли сгладить конфликт, выполнив требования абенаков о справедливости и предоставив компенсацию семьям погибших. Только в 1752 году вопрос был окончательно закрыт на мирной конференции. 
Однако пограничные разногласия снова вызвали конфликт в Мэне. Узнав о французских укреплениях на северной границе Мэна, губернатор Ширли в марте 1754 года начал перевооружение провинции. Он приказал построить форт Галифакс на реке Кеннебек, побуждая абенаков расширить свои рейды. Из-за этих набегов Массачусетс объявил войну абенакам, кроме племени пенобскотов. Однако пенобскоты оказались в сложном положении, французы считали их британскими союзниками, а колонисты не доверяли.
В ноябре 1755 года, когда губернатор Ширли отсутствовал в провинции, Фипс опубликовал прокламацию, объявляющую войну пенобскотам, предлагая щедрые вознаграждения за их скальпы - за мужские старше 12 лет 50 фунтов, за женские того же возраста - 25 фунтов, за скальпы мальчиков до 12 фунтов стерлингов, девочек - 20 фунтов. В течение года после этого декрета Массачусетское собрание проголосовало за то, чтобы поднять потолок вознаграждений до беспрецедентных 300 фунтов. После крупного набега на Сент-Джордж весной 1758 года [20] губернатор Томас Паунэлл в 1759 году силой захватил реку Пенобскот.

## Второй срок и смерть
Второй срок правления Фипса как исполняющего обязанности губернатора, начатый после отзыва губернатора Ширли, был кратким, и в нем доминировал Томас Хатчинсон, тогдашний ведущий член администрации Ширли. Фипс уже был стар и болен и умер через шесть месяцев после того, как Ширли отправился в Англию. Далее губернаторский совет осуществлял власть до приезда нового губернатора Томаса Паунэлла.
В честь Фипса был назван город Спенсер, Массачусетс.